# Comunitat de comunes del País de Saint-Méen-le-Grand
La Comunitat de comunes del País de Saint-Méen-le-Grand (en bretó Kumuniezh kumunioù Bro Sant-Meven) és una estructura intercomunal francesa, situada al departament de l'Ille i Vilaine a la regió Bretanya, al País de Brocéliande. Té una extensió de 184,97 kilòmetres quadrats i una població de 9.861 habitants (2006).

## Composició
Agrupa 9 comunes :
1. Bléruais
2. Le Crouais
3. Gaël
4. Muel
5. Quédillac
6. Saint-Malon-sur-Mel
7. Saint-Maugan
8. Saint-Méen-le-Grand
9. Saint-Onen-la-Chapelle